# زاغ شمالي غربي
الزاغ الشمالي الغربي (بالإنجليزية: Northwestern crow)‏ (الاسم العلمي: Corvus caurinus) هو طائر أسود اللون كاملاً من جنس الغرابيات يقطن في شمال غرب أمريكا الشمالية. وهو مشابه جداً للأشكال الغربية الأكثر انتشاراً من الزاغ الأمريكي، ولكنه أصغر قليلاً من المتوسط (33-41 سم في الطول) مع أقدام أصغر نسبياً وأيضاً نحيفة قليلاً. ويتم تحديد هذه الأصنوفة بشكل موثوق من خلال النطاق فقط.

## التصنيف
تم وصف هذا النوع من قبل سبنسر فولرتون بيرد في عام 1858. ويرى علماء اتحاد الطيور الأمريكية أنه يرتبط ارتباطاً وثيقاً بالغراب الأمريكي، وقد يكون ذلك واضحاً. وقد تم الإبلاغ عن هجينه مع الغراب الأمريكي ولكن لم يتم تأكيد ذلك.

## التوزيع والتوطن
يقطن هذا النوع في المناطق الساحلية والجزر البحرية في جنوب ألاسكا، وجنوباً عبر كولومبيا البريطانية إلى ولاية واشنطن. وتُعتبر الشواطئ مناطق العلف الرئيسية له. ويمكن إيجاده أيضاً في كثير من الأحيان في المناطق الحضرية وحولها.

## السلوك

### الغداء
الغراب الشمالي الأمريكي مشابه لغراب السمك؛ إذ أن الغراب الشمالي الغربي يأكل الأسماك التي تقطعت بها السبل والمحار وسرطان البحر وبلح البحر، كما يبحث أيضاً في حاويات النفايات عن المواد الغذائية المناسبة. وقد شوهد أنه يطير في الهواء لإسقاط بلح البحر على الأسطح الصلبة لكسرها وفتحها. كما أنه يأكل بانتظام الحشرات، اللافقاريات الأخرى، ومختلف الفواكه (وخاصة التوت). كما أنها تُهاجم أعشاش الطيور الأخرى لأكل البيض.

### الحيوانات المفترسة
تُفترس هذه الغربان من قائمة من الحيوانات تشمل القطط، الراكون، الطيور الجارحة والغراب الأسحم. وغالباً ما يجتمع الغراب في مجموعات كبيرة لإخافة هذه الحيوانات المفترسة.

### التعشيش
يكون التعشيش فردياً، ولكن في بعض الأحيان يمكن أن يكون في ارتباط مع عدد قليل من الأفراد الآخرين في مستعمرات صغيرة فضفاضة في الأشجار أو الشجيرات الكبيرة في بعض الأحيان. نادراً جداً، تبني هذه الأخيرة أعشاشها في المنحدرات أو حتى على الأرض في منطقة نائية فوق صخرة تتخدها كمأوى. ويكون عشه نموذجياً ويضع 4-5 بيضة عادة.

## الصوت
صوت هذا الغراب متنوع، ويُصدر العديد من أنواع الأصوات، وعادة ما يكون النداء الأكثر شيوعاً عبارة عن نبرة عالية «كاو» كصوت سدادة قنينة عند فتحها. كما تُصدر «ووك-ووك-ووك» عند الطيران في مؤخرة المجموعة، كما يُصدر نقرات مختلفة وخشخيشات رنات ميكانيكية أيضاً.

## معرض صور

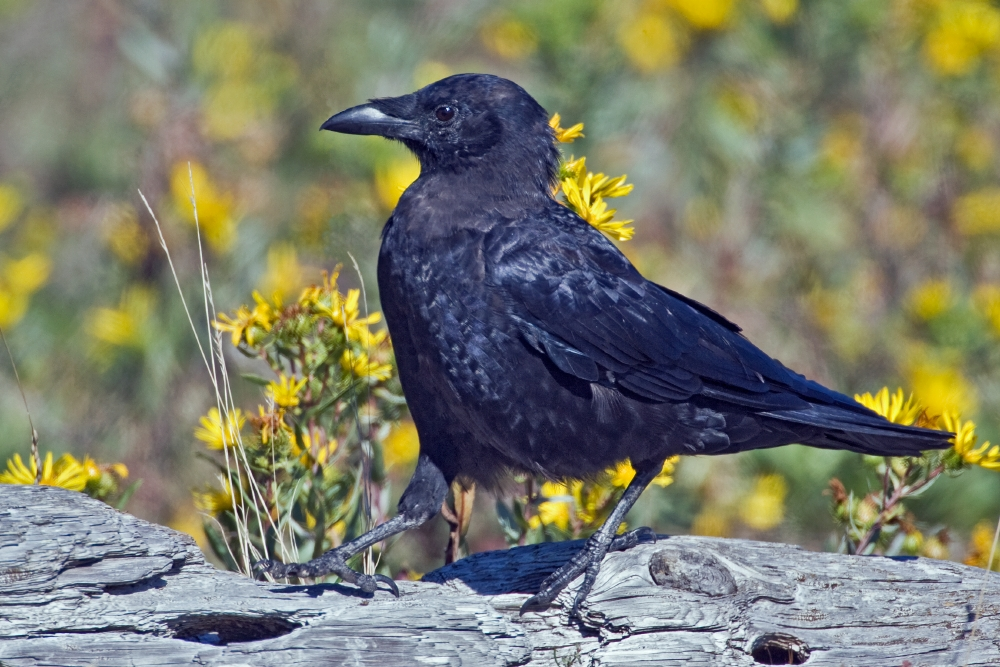
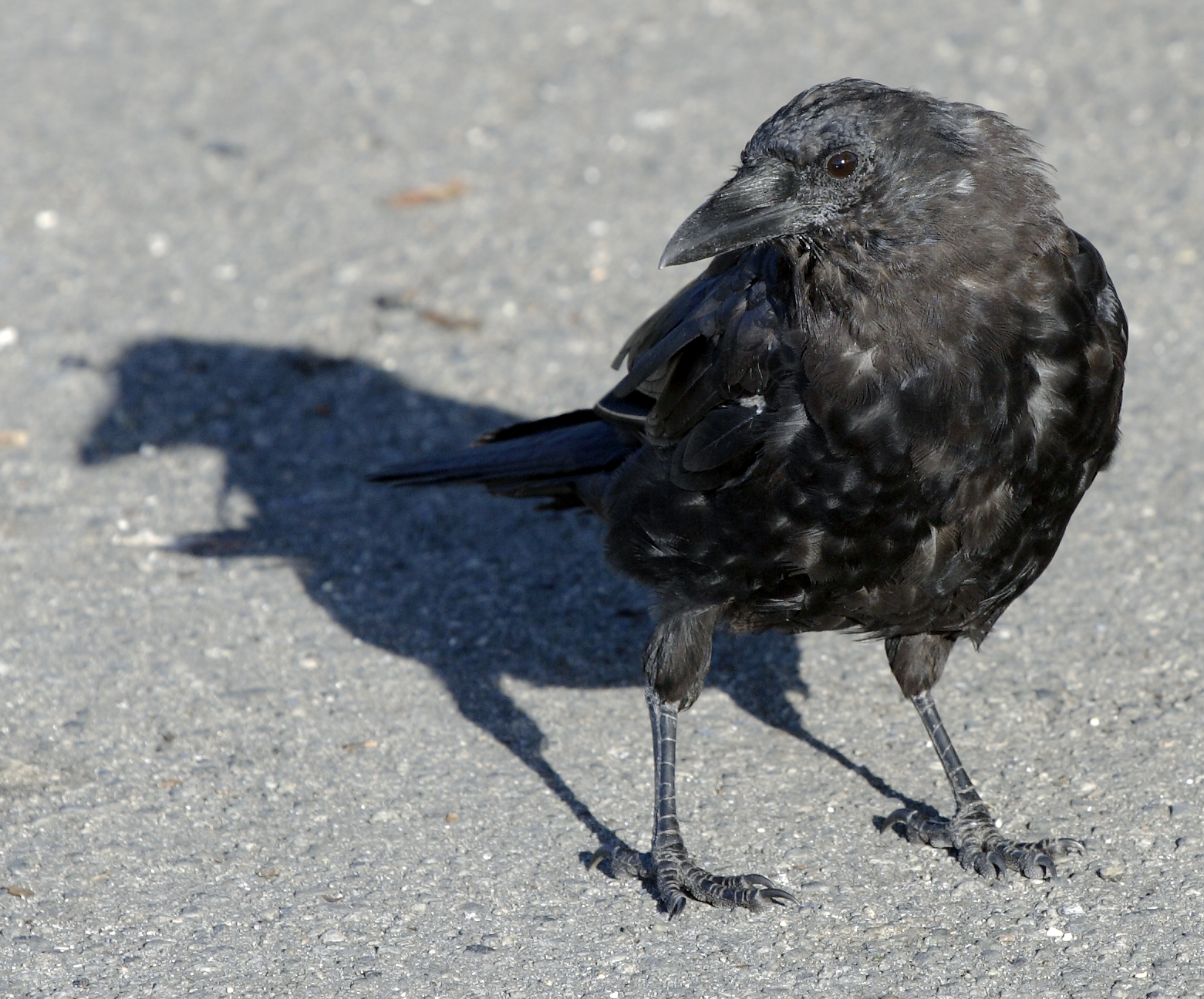
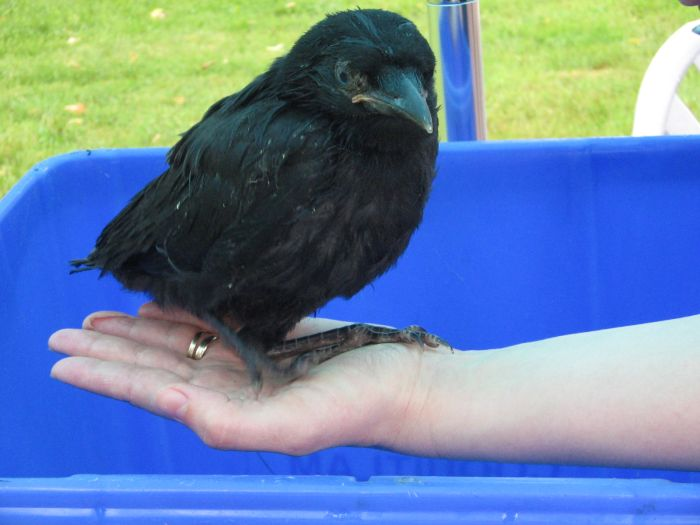
غراب شمالي غربي سقط من شجرة ويستعد للطيران مجدداً.
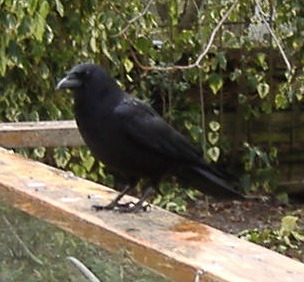
غراب شمالي غربي ينتظر إطعامه.
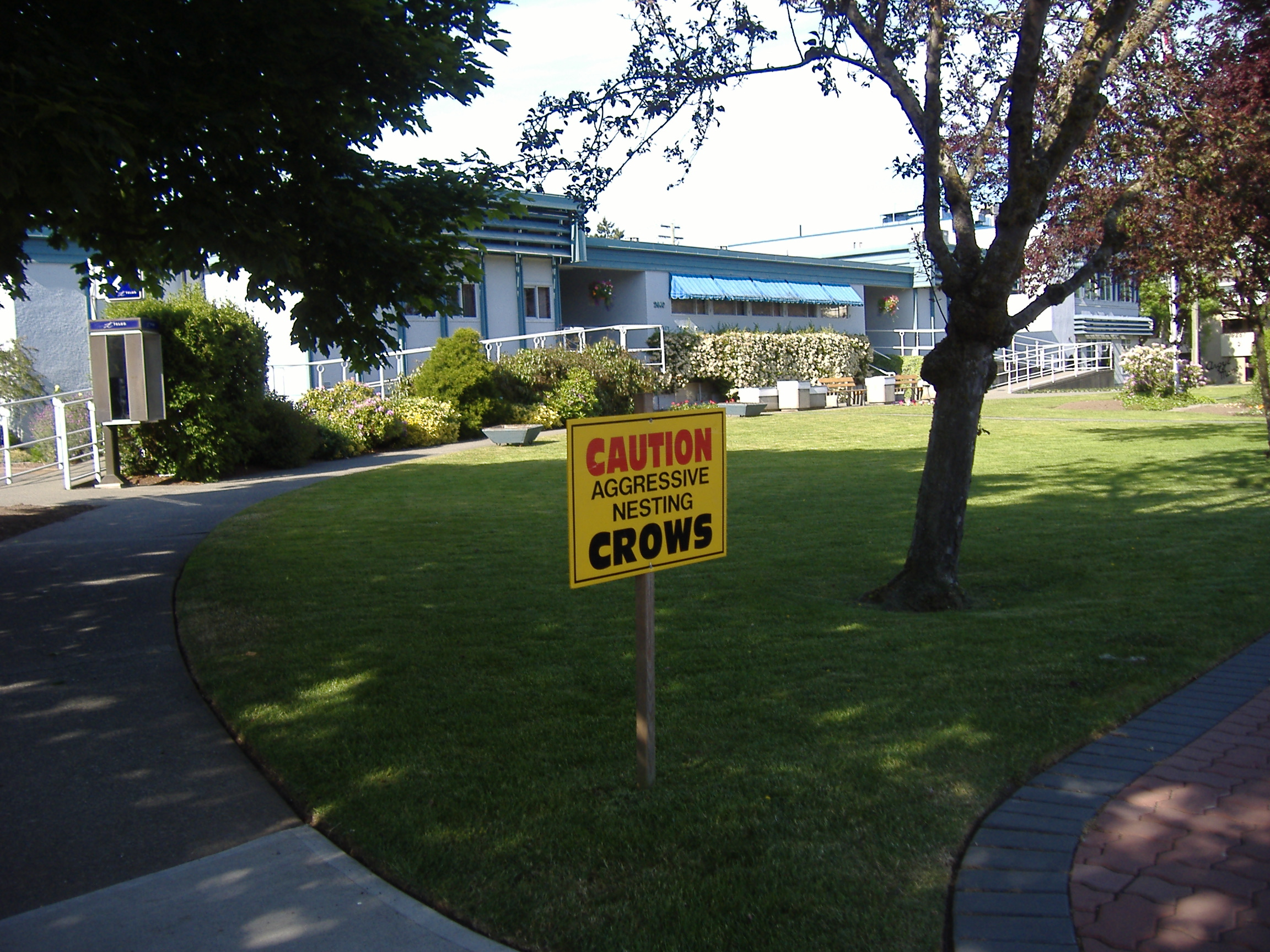

## وصلات خارجية
وصلات صور
- المشي على الأرض
- جلوس على سكة حديدية
- المشي على حجارة الرصيف
- جمجمة الغراب الشمالي الغربي
- معرض صور عن الغراب الشمالي الغربي

وصلات صوت
- صوت الغراب الشمالي الغربي (غربين)

وصلات فيديو
- أشرطة فيديو عن الغراب الشمالي الغربي على جمع الطيور على الإنترنت